# Demetrio Damilas
Demetrio Damilas, noto anche come Demetrio da Creta, Demetrius Mediolaneus e librarius Florentinus (Creta, fine prima metà XV secolo – post 1506), è stato un tipografo greco e anche un apprezzato amanuense.

## Biografia

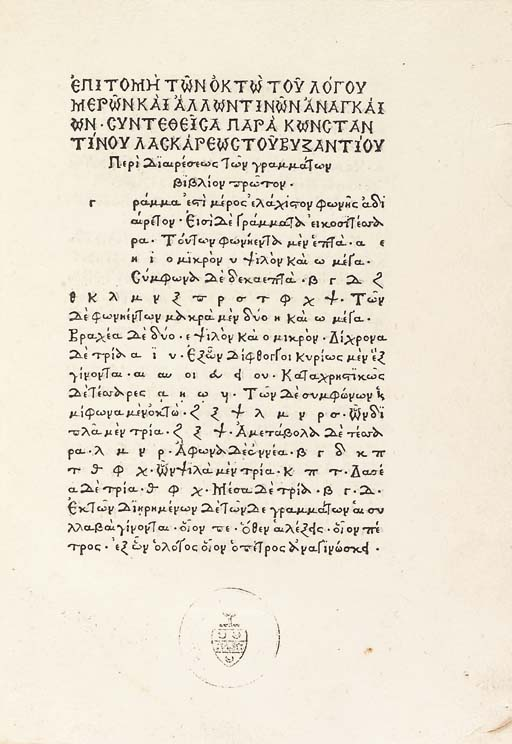
Lascaris, Epitome, 1476

Demetrio apparteneva ad una famiglia che viveva nell'isola di Creta orientale e che si era messa in luce durante il dominio veneziano. Il cognome Damilas - che significa chiaramente "da Milano" - indica la presenza in questa città della famiglia greca, presenza attestata da documenti notarili già nel XIII secolo.
Demetrio, insieme al fratello Antonio, arrivò in Italia dopo la caduta di Costantinopoli. Il 30 gennaio 1476 Demetrio, a Milano, insieme al tipografo Dionigi Parravicino (o Dionisio de Parravisino), terminò la stampa di Epitome (o Erotemata) di Costantino Lascaris, grammatica greca che è considerato il primo libro, stampato in Italia, interamente in caratteri greci. Questa edizione, curata da Demetrio, è di 72 carte, senza paginazione, né segnature, né richiami. Il colophon, in latino, si trova al verso dell'ultima carta. La prefazione di Demetrio è dedicata τοις εὖ γεγονόσι καὶ σπουδαίοις (in latino, ingenuis ac studiosissimis adolescentibus). Il testo greco della prefazione è seguito dalla traduzione in latino. 
Demetrio disegnò i caratteri per la composizione del libro e probabilmente ne eseguì anche la realizzazione in metallo. Questa serie di caratteri è chiamata "primo tipo milanese". Per assomigliare, il più possibile, alla scrittura manoscritta, Demetrio creò un alto numero di legature, per rendere così fluido il testo a stampa.
Angelo Poliziano dedicò ai due editori l'epigramma In Demetrium Cretensem et Dionysium Paravisinum, Graecorum voluminum impressorum (Venezia, 1498).

### A Firenze

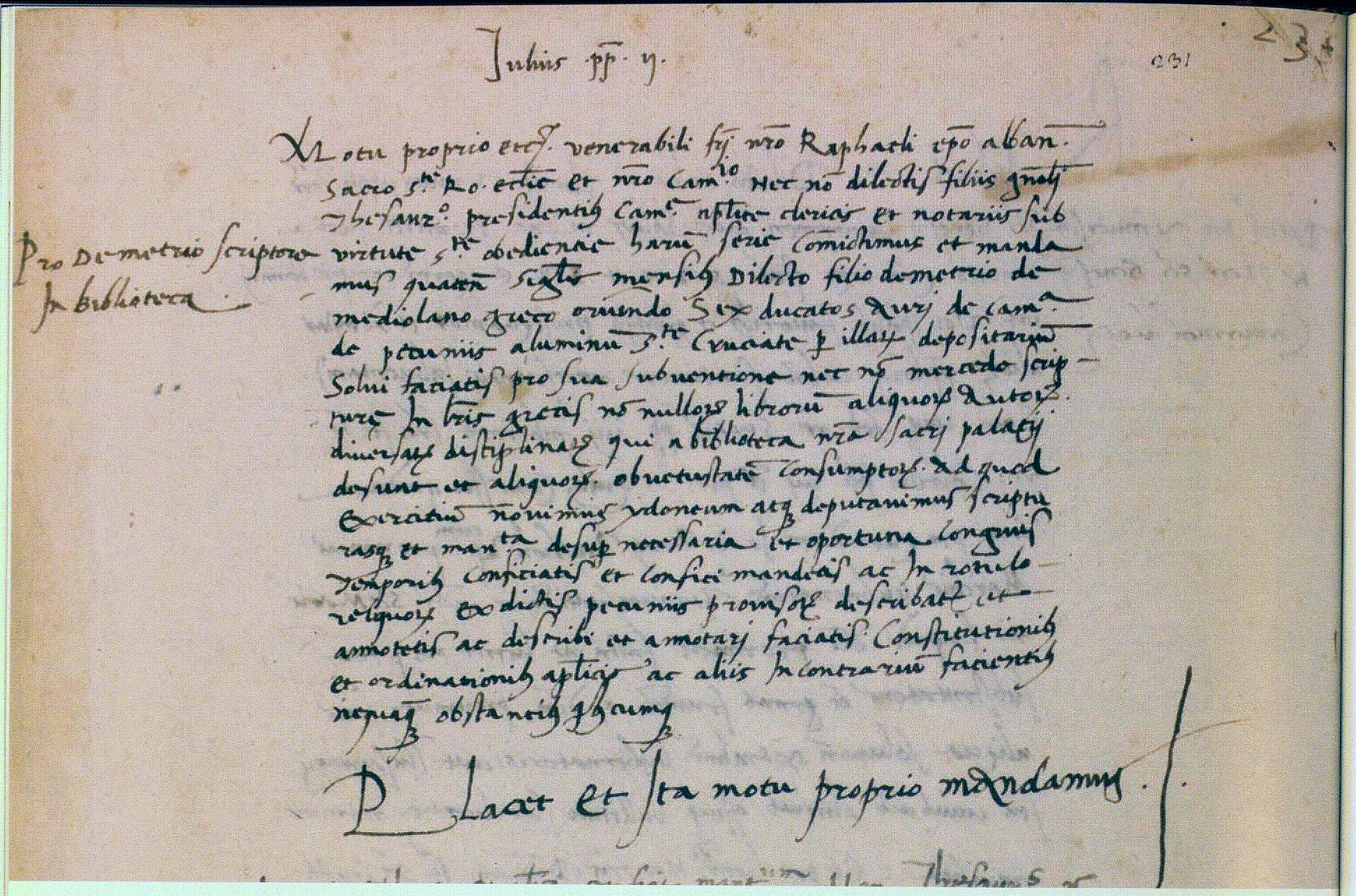
Giulio II, Motu proprio, 19 febbraio 1506

Il maestro ateniese Demetrio Calcondila intorno al 1478 scrisse a Giovanni Lorenzi - che era stato suo allievo allo Studio di Padova e che in quel momento, a Roma, era familiare del cardinale Marco Barbo: C'è qui, come sai, Demetrio cretese, calligrafo non inferiore ad alcuno, che supera tutti in accuratezza. A Firenze Demetrio collaborò con il Calcondila per l'editio princeps delle opere di Omero: nel colophon si legge la data 9 dicembre 1488, ma l'edizione fu completata il 13 gennaio del 1489. Demetrio aveva portato da Milano a Firenze i caratteri, o almeno i punzoni e le matrici. Nell'Omero del 1488 è più contenuto l'uso delle legature.
Questa edizione, finanziata dai fratelli Bernardo e Neri de' Nerli e da Giovanni Acciaiuoli, è considerata il più bel libro greco stampato in Italia nel Quattrocento. Precede il testo un'epistola dedicatoria di Neri de' Nerli a Pietro de' Medici e una prefazione di Calcondila ai lettori.
Demetrio Damilas era anche un abile amanuense. Calcondila gli chiese una copia della Geografia di Strabone, commissionata da Lorenzo de' Medici e che fu eseguita sull'esemplare appartenente a Giovanni Lorenzi e che oggi è alla Biblioteca nazionale di Francia (Fonds grec, 1394).

### A Roma
La presenza a Roma di Demetrio Damilas è segnalata dai registri della Biblioteca apostolica vaticana: egli chiese in prestito, il 23 aprile 1490 un Tolomeo che restituì l'8 luglio dello stesso anno. Il suo nome è presente nei registri del prestito della biblioteca, fino al 1504. Il 19 febbraio 1506, con motu proprio di papa Giulio II, gli fu dato l'incarico di scriptor di manoscritti greci della Biblioteca vaticana: è stato il primo copista ufficiale, nella Biblioteca vaticana, per la trascrizione di codici greci. A febbraio 1506 ricevette anche sei ducati d'oro, per la sua opera di copista.

### Identificazione di un amanuense
Il paleografo belga Paul Canart ha identificato Demetrio Damilas con il famoso "librarius Florentinus", che aveva copiato molti codici vaticani, con grafia elegante tonda morbida, e che era stato attivo a Firenze, come a Roma. L'identificazione si giovò del confronto con l'edizione milanese dell'Epitome (o Erotemata) di Costantino Lascaris, dove era presente la prefazione di Demetrio Damilas.
Questo amanuense ed editore ha segnato il passaggio - per la lingua greca - tra il manoscritto e la moderna ars artificialiter scribendi, cioè la stampa a caratteri mobili: è stato sia l'amanuense di capolavori manoscritti greci di età umanistica, sia l'artefice di volumi a stampa in caratteri greci. Paul Canart ha precisato: Si dovrà, certamente, arricchire la lista dei manoscritti copiati da Damilas, intraprenderne uno studio codicologico dettagliato e stabilire uno schema dell'evoluzione della sua scrittura e confrontarla, non solo con quella di Cesare Strategos, ma anche con quella di altri contemporanei.